# Reffen

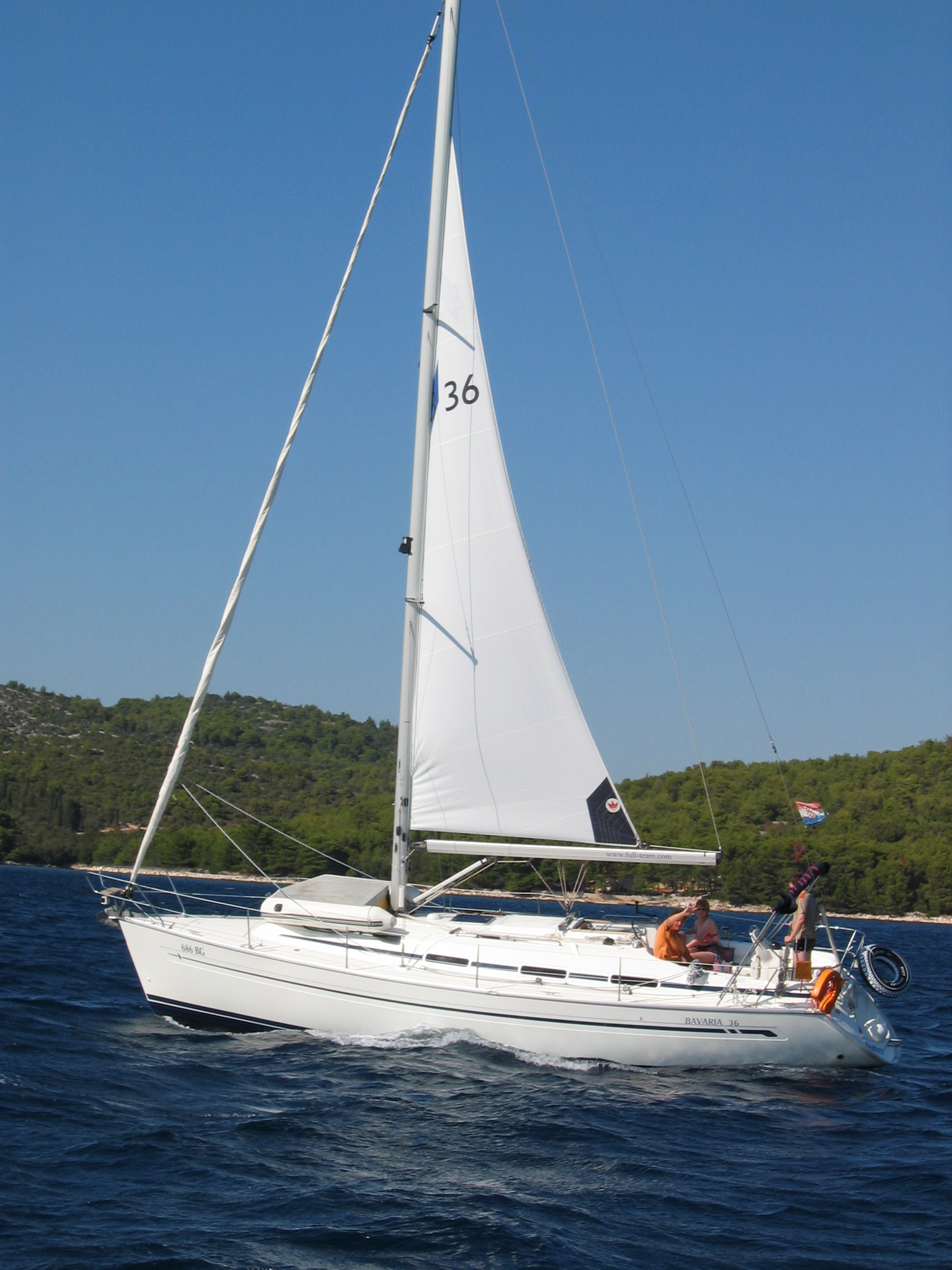
Gerefftes Großsegel (Rollreff) an einer Bavaria 36

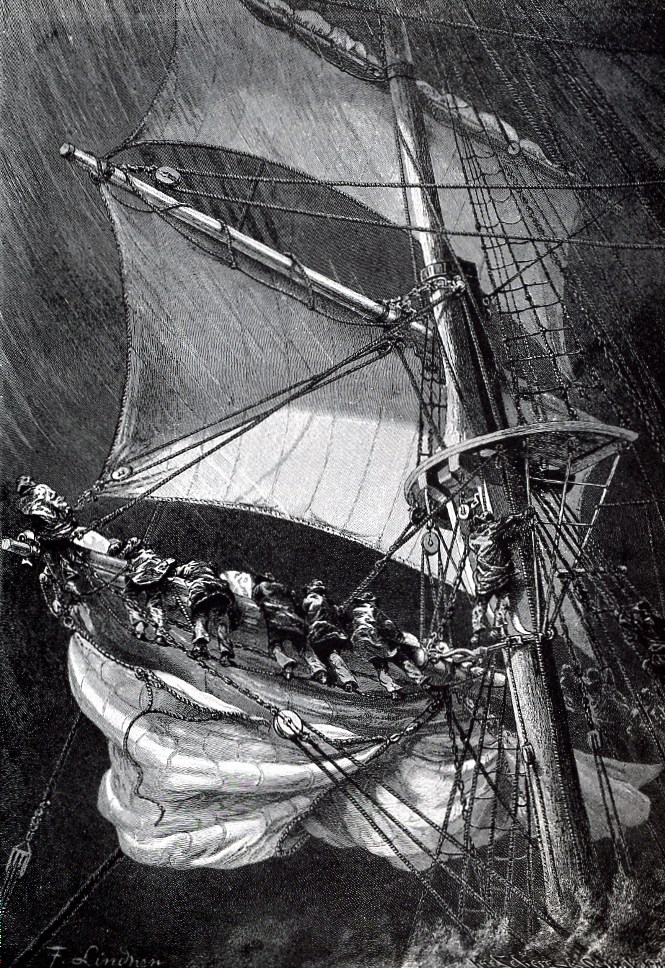
Reffen eines Segels auf einem Rahsegler

Reffen bezeichnet auf einem Segelschiff den Vorgang, die Fläche der Segel zu verkleinern, meistens während oder in Erwartung schlechten Wetters mit starkem Wind.
Reffen ist notwendig, weil bei zunehmendem Wind mehr Druck auf die Segel einwirkt, so dass das Schiff normalerweise stärker krängen (Schräglage haben) würde. Dadurch würde das Schiff (u. a. die Segel, die Masten) unnötig beansprucht. Stark krängende Schiffe sind auch schlechter manövrierfähig (vgl. Abwettern). Außerdem verringert sich durch starke Krängung die Geschwindigkeit eines Schiffes (u. a., weil die Segel schließlich so schräg stehen, dass sie sich nicht mehr optimal im Wind befinden); da das Schiff durch die Schräglage also ohnehin etwas verlangsamt würde, führt die Verkleinerung der Segelfläche durch das Reffen nur in eingeschränktem Maß zu einer Verringerung der Geschwindigkeit. Sehr starke Krängung durch Winddruck kann zu einem sogenannten Sonnenschuss, also des Verlusts der Ruderwirkung, sowie bei Jollen, Katamaranen oder hohem Seegang sogar zum Kentern eines Schiffes führen.
Das Reffen muss unbedingt vorausschauend – d. h. möglichst vor starker Zunahme des Windes – erfolgen, da diese Tätigkeit je nach Takelage (Art der Segel, Masten usw.) in einem Sturm bei schwerer See und Starkwind gefährlich sein kann. Anstelle des Reffens kann auch ein Segel ganz geborgen und durch ein kleineres ersetzt werden. Im Falle des Vorsegels kann das beispielsweise eine Sturmfock (kleines Vorsegel aus sehr widerstandsfähigem Material) sein, beim Großsegel ein sogenanntes Try-Segel (kleines Segel, ebenfalls aus widerstandsfähigem Material).
Das Reff wieder aus einem Segel zu nehmen wird als ‚ausreffen‘ oder ‚ein Reff ausschütten‘ bezeichnet.

## Verschiedene Arten des Reffens

### Bindereff
Das Bindereff eignet sich insbesondere für Großsegel und Besansegel. Hierbei wird das entsprechende Segel mit dem Großfall ein bestimmtes Stück niedergeholt und am Vorliek, der vorderen Kante des Segels, mit einer Öse, die auch als Reffauge oder Reffkausch bezeichnet wird, am Baum eingehängt. Das „neue“ Unterliek des Segels kann am Achterliek, der hinteren Kante des Segels, mit einer Leine, dem Smeerreep, straff angezogen werden.
Damit das gereffte Segeltuch am Baum nicht hin und her schlägt, wird es mit mehreren Leinen, den Reffbändseln, die in einer Reihe von Ösen („Reffgattchen“) befestigt sind, locker am Baum beigebunden. Alternativ zu Reffbändseln kann auch ein Lazy-Bag verwendet werden, der das Segeltuch wie eine Tasche aufnimmt.
Ein Segel weist üblicherweise mehrere Reffreihen auf, so dass die Segelfläche mehrstufig an die jeweilige Windstärke angepasst werden kann. In diesem Fall spricht man vom ersten, zweiten, dritten etc. Reff. Das erste Reff ist dabei dasjenige, das die Segelfläche am wenigsten verkleinert und bei zunehmendem Wind zuerst gesetzt wird.

### Schlappreff
Diese vereinfachte Form des Bindereffs ist die Vorstufe für die nachfolgenden Varianten. Hierbei werden nur noch die Kauschen am Segelhals und an der (neuen) Nock mit Leinen am Großbaum festgebunden. Der übrige Teil des Segels hängt lose am Baum herab.

### Zweileinenreff
In einem weiteren Entwicklungsschritt werden die beiden Kauschen nicht direkt mit dem Baum verbunden, sondern über Taljen zum Mast oder gar bis ins Cockpit umgeleitet. Im letzten Fall kann allein durch lösen des Großfalls und hohlen der beiden Reffleinen die Segelfläche reduziert werden. Niemand muss dazu das Cockpit verlassen, um Leinen zu bedienen oder die Reffkausch in den Haken am Baum einzuhängen, was bei zunehmendem Wind ein wichtiger Sicherheitsaspekt ist. 

### Einleinenreff
Eine Sonderform des Zweileinenreffs stellt das Einleinenreff dar. Hierbei wird eine einzige Leine vom Cockpit über die vorliche Reffkausch geschlauft, dann durch den Baum nach achtern umgelenkt und dort am Schothorn festgeknotet. Weil diese Konstruktion erhebliche Reibungsverluste mit sich bringt, ist sie nur für kleine Boote geeignet. Bei größeren Booten wird ein mechanischer Schlitten im Großbaum zur Zusammenführung der beiden Leinen verwendet. Dies hat aber den Nachteil, dass dadurch Gewicht und Umfang des Baums zunehmen und sich darin eine bei Problemen schwer zu wartende Mechanik befindet. 

### Rollreff

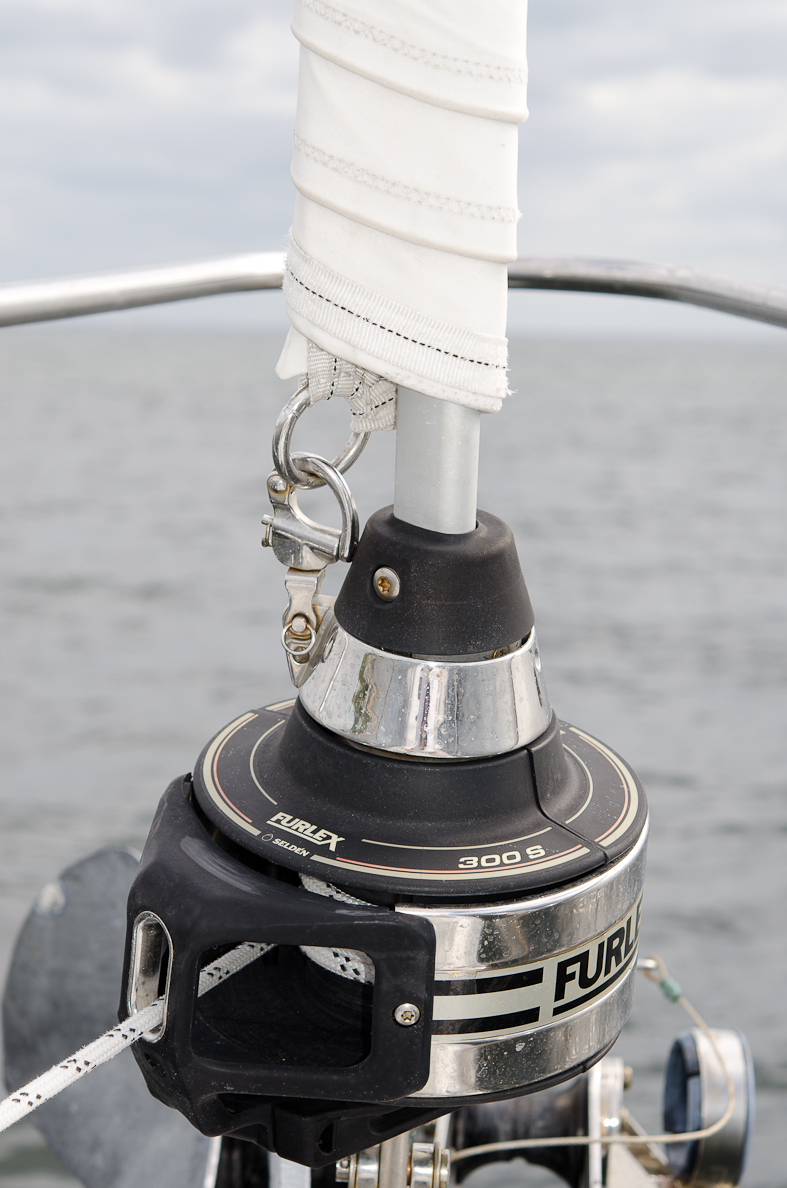
Refftrommel an einem Vorsegel. Durch ziehen an der Leine wird das Segel eingerollt.

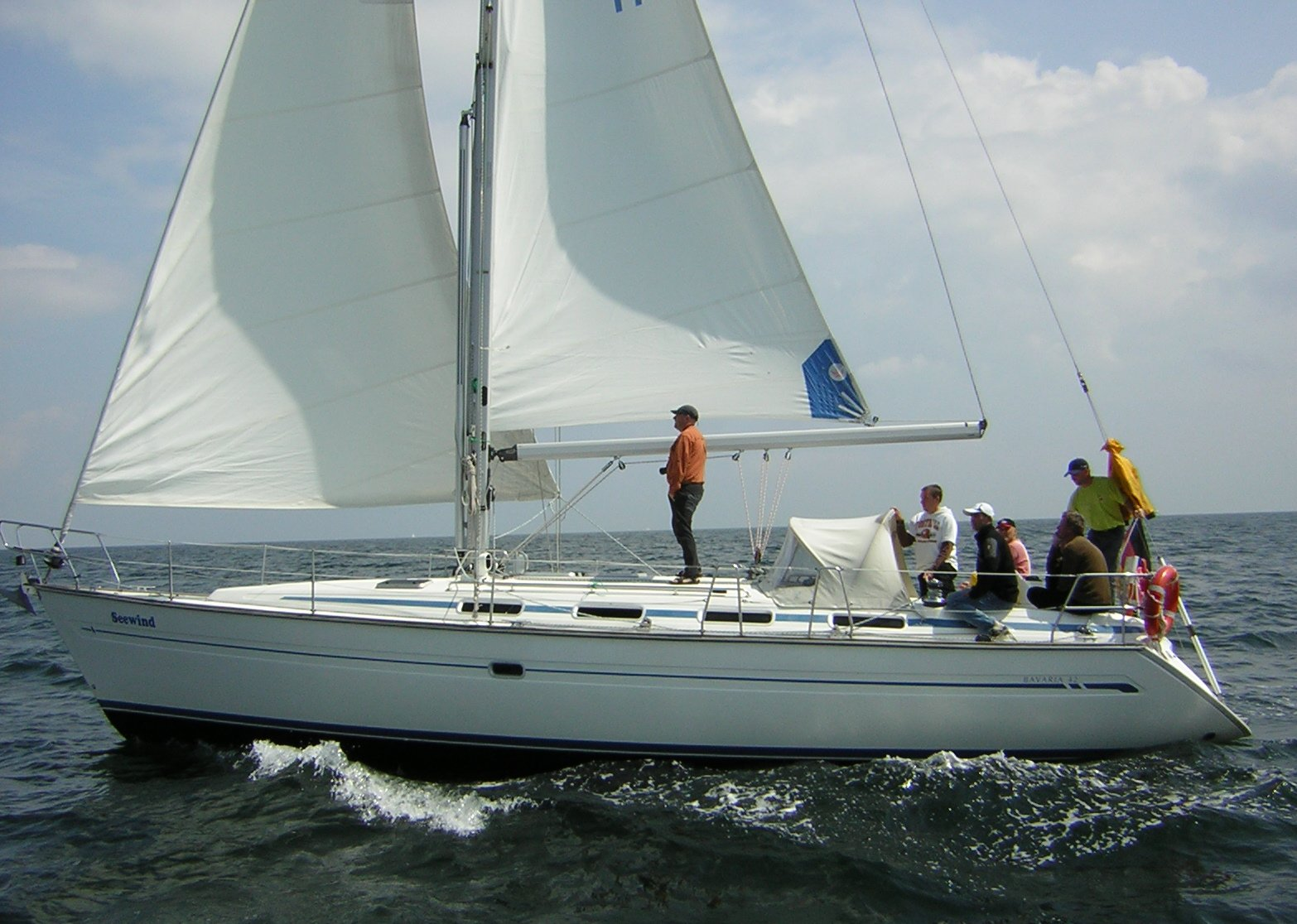
Segelyacht mit Rollreffanlagen für Genua und Großsegel

Bei Rollreffanlagen wird ein Teil des Segels nach Bedarf eingerollt. Ein Vorsegel wird hierbei üblicherweise um das Vorstag gewickelt, ein Groß- oder Besansegel in den Baum oder – inzwischen sehr verbreitet – in den Mast eingerollt.
Nachteil des Rollreffs und damit insgesamt von Rollreffanlagen ist, dass bei technischen Problemen mit verklemmten Segeln sich dieses weder vor- noch zurückbewegen lässt, was bei zunehmendem Wind gefährlich werden kann. Bei herkömmlichen Reffsystemen kann zur Not das Großfall losgeworfen werden, um das Segel komplett zu bergen, was bei Rollreffanlagen nicht mehr funktioniert. 

### Drehreff
Eine nahezu stufenlose Reffmöglichkeit ähnlich wie die Rollreffanlagen ermöglicht ein Drehreff, mit dem kleinere Segelboote ausgestattet sein können. Dabei wird das überschüssige Tuch des Großsegels um den Baum gewickelt, der dazu der Länge nach (axial) drehbar ist; nach dem Reffen wird der Baum dann wieder gegen weiteres Verdrehen gesichert. Im einfachsten Fall wird diese Sicherung mit einem speziellen Lümmelbeschlag, der Verbindung zwischen Baum und Mast, erreicht. Erfolgt das Drehen des Baums mittels Handkurbel über ein Zahnrad- oder Schneckengetriebe, spricht man von einem Patentreff.

### Volksreff
Beim Volksreff ist eine Handkurbel an der Vorderseite des Mastes durch Bohrungen direkt in den drehbaren Baum gesteckt. Mit Getriebekonstruktionen kann die Position der Handkurbel am Mast in ihrer Höhe verstellt und zusätzlich an die hintere Mastseite verlegt werden.

### Rahsegel
Bei Rahsegeln wird ein Teil des Tuches mittels Refftaljen zur Rah aufgeholt und an dieser mit Reffbändseln befestigt. Dafür muss die Mannschaft, auch Toppsgasten genannt, hinauf in die Takelage des Schiffes.

### Steife Profilsegel
Im Probestadium befinden sich zwei Wind Wings von Bar Technologies ab August 2023 am Frachtsegler Pyxis Ocean. Jedes dieser 37,5 m hohen, harten Profilsegel aus Stahl und Faserverbundkunststoff hat einen 10 m breiten Zentralflügel. An dessen seitlichen Rändern sind zwei 5 m, also halb so breite Seitenflügel angelenkt, die sich wie ein Flügelaltar ausklappen lassen. Damit lässt sich eine maximale Segelbreite von 20 m erreichen, aber auch ein Krümmungsverlauf, der das Segel wie ein Tragflächenprofil oder wie ein Spinnakerbauch wirken lässt. Bei Sturm oder für die Durchfahrt unter Brücken lässt sich der (schmal zusammengeklappte) Segelflügel auch niederklappen.